# NGC 4344
NGC 4344 é uma galáxia lenticular (SB0) localizada na direcção da constelação de Coma Berenices. Possui uma declinação de +17° 32' 30" e uma ascensão recta de 12 horas, 23 minutos e 37,5 segundos.
A galáxia NGC 4344 foi descoberta em 14 de Março de 1784 por William Herschel.